# Raffinierhammer
Ein Raffinierhammer (auch Streckhammer) war seit dem Spätmittelalter bis in die Zeit des Zweiten Weltkriegs ein mit Wasserkraft betriebenes Hammerwerk, in dem frühes Roheisen (aus Eisenschwamm bzw. Luppe) oder Rohstahl durch Ausschmieden, Einfalten des Eisens und erneutem Ausschmieden zu Raffinierstahl, einer frühen Form des Edelstahls, raffiniert wurde.
Die von Rohstahlhämmern von Schlacken befreiten Rohstahlstangen wurden in den Raffinierhämmern in ungefähr zwei Zoll breite Streifen geformt, die anschließend mehrfach übereinandergefaltet und nach dem Erhitzen mit dem Fallhammer in Schichten durch Feuerschweißen wieder zusammengeschmiedet wurden. Je nach geforderter Qualität des Raffinierstahls wurde das Material in bis zu 320 Schichten gefaltet und ergab so einen hochelastischen Stahl für hochwertige Schneidwaren, wie Degen oder Klingen. Auch wurden in manchen Raffinierhämmern verschiedene Sorten von Eisen und Stahl zusammengeschmiedet, so dass dort Damaszener Stahl gefertigt wurde.
Mit der industriellen Fertigung eines qualitativ hochwertigeren Stahls in Stahlwerken verloren die Raffinierhämmer seit dem Ende des 19. Jahrhunderts schnell an Bedeutung.
Eine besonders hohe Verbreitung von Raffinierhämmern fand sich im Bergischen Land (Cronenberg, Remscheid und Solingen), dem Enneperaum und dem nordwestlichen Sauerland.